# NGC 1091
NGC 1091 је спирална галаксија у сазвежђу Еридан која се налази на NGC листи објеката дубоког неба.
Деклинација објекта је - 17° 32' 0" а ректасцензија 2h 45m 22,3s. Привидна величина (магнитуда) објекта NGC 1091 износи 14,3 а фотографска магнитуда 15,2. NGC 1091 је још познат и под ознакама ESO 546-16, MCG -3-8-13, HCG 21E, PGC 10424.